# Нове Каліново
Нове Каліново (пол. Nowe Kalinowo) — село в Польщі, у гміні Кулеше-Косьцельне Високомазовецького повіту Підляського воєводства.
Населення — 50 осіб (2011).
У 1975-1998 роках село належало до Ломжинського воєводства.

## Демографія
Демографічна структура станом на 31 березня 2011 року:
|          | Загалом | Допрацездатний вік | Працездатний вік | Постпрацездатний вік |
| -------- | ------- | ------------------ | ---------------- | -------------------- |
| Чоловіки | 28      | 7                  | 18               | 3                    |
| Жінки    | 22      | 4                  | 13               | 5                    |
| Разом    | 50      | 11                 | 31               | 8                    |